# セオドア・カラ
セオドア・エルンスト・カラ（英語: Theodore Ernst Kara、1916年4月2日 - 1944年2月14日）は、アメリカ合衆国のプロボクサー。フェザー級。1936年ベルリンオリンピックに出場した。

## 経歴・ボクサー歴
1936年ベルリンオリンピックでは男子フェザー級に出場し、準々決勝でチャールズ・カテラルに敗退した。またアイダホ大学において、1939年、1940年、1941年の3回、全米大学体育協会の開催したボクシングのタイトルを獲得した。そのほか、結婚していたが死去まで子供はいなかった。兄も全米大学体育協会のボクシングのチャンピオンだった。

## 軍での活動と失踪
アメリカ陸軍航空隊で無線手を務めていたが、第二次世界大戦中1944年に太平洋上で飛行機が行方不明になり、27歳で1944年2月14日を没年月日とする死亡宣告を受けた。